# جهاد باتلرین
جهاد باتلرین یا جهاد باتلری (به انگلیسی: Butlerian Jihad) نام یک دوره تاریخی و وقایع وابسته به آن در جهان داستانهای علمی-تخیلی تلماسه اثر فرانک هربرت است.
کتابی نیز با این عنوان نوشته شده‌است.

## تعریف
جهان داستانهای تلماسه تا حد زیادی وابسته به قدرتهای ذهنی (در برابر سیستمهای هوشمند) است. شاید بتوان دلیل این تفکر را در جهاد باتلرین یافت که هربرت در داستانهای خود بدان مکرراً اشاره می‌کند. هربرت در واژه نامهٔ وقایع تلماسه معروف به واژهنامهٔ امپریوم (به انگلیسی: Terminology of the Imperium)، جهاد باتلرین را اینگونه تعریف می‌کند:
جهاد باتلرین یا انقلاب بزرگ، نام یک سری جنگهایی است که بین سالهای ۲۱۰ قبل از اتحادیه و ۱۰۸ بعد از اتحادیه علیه رایانه‌ها، ماشینهای متفکر و هوشمند، و سیستمهای خودآگاه بوقوع پیوست، و بر طبق دستور انجیل کاتولیک نارنجی، ساخت ماشینی با خصلتهای ذهن بشری، یک گناه بوده و منع گشت.
بر طبق موازین این جهاد، نگهداری یا ساخت سیستمهای هوشمند محکوم به مرگ و اعدام است. این انقلاب واکنشی به ماشینی شدن بشر عنوان شده.
نتیجهٔ این انقلاب بروز حکومت فئودالیسم کهکشانی بمدت ۱۰۰۰۰ سال است که خود منجر به ظهور خدای امپراتور لیتوی دوم (به انگلیسی: God Emperor Leto II) در سال ۱۰۲۱۷ بعد از اتحادیه می‌گردد.